# Lampides anops
Lampides anops är en fjärilsart som beskrevs av William Doherty 1891. Lampides anops ingår i släktet Lampides och familjen juvelvingar. Inga underarter finns listade i Catalogue of Life.